# Kanton Arlanc
Der Kanton Arlanc war von 1790 bis 2015 ein französischer Kanton im Arrondissement Ambert im Département Puy-de-Dôme in der Region Auvergne-Rhône-Alpes.

## Geschichte
Der Kanton wurde am 4. März 1790 im Zuge der Einrichtung der Départements als Teil des damaligen "Distrikts Ambert" gegründet. Mit der Gründung der Arrondissements am 17. Februar 1800 wurde der Kanton als Teil des damaligen Arrondissements Ambert neu zugeschnitten. Vom 10. September 1926 bis zum 1. Juni 1942 war der Kanton Teil des Arrondissements Thiers.
Siehe auch: Geschichte des Départements Puy-de-Dôme und Geschichte Arrondissement Ambert

## Geografie
Der Kanton grenzte im Norden an den Kanton Ambert, im Osten an den Kanton Viverols, im Süden an die Kantone Capronne-sur-Arzon im Arrondissement Le Puy-en-Velay und La Chaise-Dieu im Arrondissement Brioude, beide im Département Haute-Loire und im Nordwesten an den Kanton Saint-Germain-l’Herm.

## Gemeinden
Der Kanton bestand aus neun Gemeinden:
| Gemeinde               | Einwohner Jahr | Fläche km² | Bevölkerungsdichte | Code INSEE | Postleitzahl |
| ---------------------- | -------------- | ---------- | ------------------ | ---------- | ------------ |
| Arlanc                 | 1.920 (2013)   | –          | – Einw./km²        | 63010      | 63220        |
| Beurières              | 307 (2013)     | –          | – Einw./km²        | 63039      | 63220        |
| Chaumont-le-Bourg      | 237 (2013)     | –          | – Einw./km²        | 63105      | 63220        |
| Doranges               | 153 (2013)     | –          | – Einw./km²        | 63137      | 63220        |
| Dore-l’Église          | 627 (2013)     | –          | – Einw./km²        | 63139      | 63220        |
| Mayres                 | 182 (2013)     | –          | – Einw./km²        | 63218      | 63220        |
| Novacelles             | 139 (2013)     | –          | – Einw./km²        | 63256      | 63220        |
| Saint-Alyre-d’Arlanc   | 165 (2013)     | –          | – Einw./km²        | 63312      | 63220        |
| Saint-Sauveur-la-Sagne | 105 (2013)     | –          | – Einw./km²        | 63398      | 63220        |